# Rockefeller Mountains
Die Rockefeller Mountains sind eine Gruppe niedriger und verstreuter granitischer Berge und Gebirgskämmen in der antarktischen Ross Dependency. Auf der Edward-VII-Halbinsel ragen sie rund 50 km südsüdwestlich der Alexandra Mountains auf.
Teilnehmer der US-amerikanischen Byrd Antarctic Expedition (1928–1930) entdeckten das Gebirge bei einem Überflug am 27. Januar 1929. Expeditionsleiter Richard Evelyn Byrd benannte es nach dem US-amerikanischen Unternehmer John D. Rockefeller, Jr. (1874–1960), einem Geldgeber der Forschungsreise.